# Яни-Кат
Яни-Кат (укр. Яни-Кат, крымскотат. Yañı Qat, Янъы Къат) — исчезнувшее село в Джанкойском районе Республики Крым, располагавшееся на юго-востоке района, в степной части Крыма, на месте современного села Новая Жизнь.

## История
Первое документальное упоминание села встречается в Камеральном Описании Крыма… 1784 года, судя по которому, в последний период Крымского ханства Еникой входил в Дип Чонгарский кадылык Карасубазарского каймаканства.
После присоединения Крыма к России (8) 19 апреля 1783 года, (8) 19 февраля 1784 года, именным указом Екатерины II сенату, на территории бывшего Крымского Ханства была образована Таврическая область и деревня была приписана к Перекопскому уезду. После Павловских реформ, с 1796 по 1802 год, входила в Перекопский уезд Новороссийской губернии. По новому административному делению, после создания 8 (20) октября 1802 года Таврической губернии, Яни-Кат был включён в состав Кокчора-Киятской волости Перекопского уезда.
По Ведомости о всех селениях в Перекопском уезде состоящих с показанием в которой волости сколько числом дворов и душ… от 21 октября 1805 года в деревне Еникой числилось 22 двора, 179 крымских татар и 3 ясыров. На военно-топографической карте генерал-майора Мухина 1817 года деревня, по неизвестной причине, не обозначена. После реформы волостного деления 1829 года Эльгеры Кат, согласно «Ведомости о казённых волостях Таврической губернии 1829 года» остался в составе Кокчоракиятской волости. На карте 1836 года в деревне 20 дворов, как и на карте 1842 года.
В дальнейшем в доступных справочниках название не встречается, хотя деревня обозначалась трёхверстовке 1865—1876 года, как селение с 6 дворами.